# أرينجة قصيرة الساق
أرينجة قصيرة الساق (الاسم العلمي:Arenga brevipes) هي نوع من النباتات تتبع جنس الأرينجة من الفصيلة الفوفلية.